# Біляєвський район
Біля́євський район (рос. Беляевский район) — муніципальний район у складі Оренбурзької області Російської Федерації.
Адміністративний центр — село Біляєвка.

## Географія
Район розташований в центральній частині Оренбурзької області та межує: на півночі — з Сарактаським, на заході — з Оренбурзьким районами і Соль-Ілецьким міським округом, на півдні — з Акбулацьким районом і Республікою Казахстан, на сході — з Кувандицьким міським округом.
Головна річка — Урал. Найбільші притоки — Уртабуртя і Буртя.

## Історія
Буртинський район утворено 30 травня 1927 року з центром у селі Крючковське. Пізніше центр було перенесено до села Біляєвка. 1963 року в рамках адміністративної реформи район був ліквідований, територія розділена між Сарактаським та Соль-Ілецьким районами. 1966 року район був відновлений вже як Біляєвський.

## Населення
Населення — 15389 осіб (2019; 17074 в 2010, 20108 у 2002).

## Адміністративний поділ
Район адміністративно поділяється на 11 сільських поселень:
| Поселення                 | Площа, км² | Населення, осіб (2002) | Населення, осіб (2010) | Населення, осіб (2019) | Центр        | Населені пункти |
| ------------------------- | ---------- | ---------------------- | ---------------------- | ---------------------- | ------------ | --------------- |
| Білогорська сільська рада | 430,22     | 2033                   | 1549                   | 1362                   | Білогорський | 4               |
| Біляєвська сільська рада  | 262,95     | 5531                   | 5354                   | 4898                   | Біляєвка     | 2               |
| Бурликська сільська рада  | 498,32     | 1632                   | 1312                   | 1091                   | Бурликський  | 4               |
| Буртінська сільська рада  | 509,55     | 1948                   | 1450                   | 1244                   | Буртінський  | 4               |
| Дніпровська сільська рада | 193,30     | 994                    | 907                    | 873                    | Дніпровка    | 2               |
| Донська сільська рада     | 269,30     | 862                    | 747                    | 663                    | Донське      | 2               |
| Дубенська селищна рада    | 8,46       | 490                    | 430                    | 369                    | Дубенський   | 1               |
| Карагацька сільська рада  | 366,96     | 1199                   | 937                    | 873                    | Карагач      | 2               |
| Ключовська сільська рада  | 361,30     | 2086                   | 1619                   | 1421                   | Ключовка     | 4               |
| Крючковська сільська рада | 428,25     | 2640                   | 2254                   | 2156                   | Крючковка    | 4               |
| Роздольна сільська рада   | 359,20     | 693                    | 515                    | 439                    | Міждуріч'є   | 3               |

## Найбільші населені пункти
Нижче подано перелік населених пунктів з чисельність населення понад 1000 осіб:
| № | Населений пункт | Населення, осіб (2002) | Населення, осіб (2010) |
| - | --------------- | ---------------------- | ---------------------- |
| 1 | Біляєвка        | 5138                   | 4989                   |
| 2 | Крючковка       | 1296                   | 1167                   |

## Господарство
Господарство району сільськогосподарського спрямування. Сільгоспугідь — 318,8 тис. га:
- 152,5 тис. га — ріллі;
- 29,3 тис. га — сінокоси;
- 136,9 тис. га — пасовища.